# الكسندر ماهوني
الكسندر ماهوني (30 يناير 1947 - ) (بالإنجليزية: Alexander Mahoney)‏ هو لاعب كريكت نيوزلندي.